# Wereldbeker freestyleskiën 2011/2012
De wereldbeker freestyleskiën 2011/2012 (officieel: FIS World Cup Freestyle skiing) was een competitie voor freestyleskiërs die georganiseerd werd door de internationale skifederatie FIS. In de wereldbeker zijn zowel voor mannen als voor vrouwen zes disciplines opgenomen (halfpipe, slopestyle, ski cross, aerials, moguls en dual moguls). Voor deze disciplines werden ieder afzonderlijk medailles uitgereikt, waarbij dual moguls en moguls als één discipline werden gerekend. Het seizoen begon op 9 december 2011 in het Amerikaanse Copper Mountain en eindigde op 18 maart 2012 in het Franse Megève.

## Mannen

### Wedstrijden
| Datum      | Plaats                  | Discipline  | Eerste                                                  | Tweede                                                  | Derde                                                   |
| ---------- | ----------------------- | ----------- | ------------------------------------------------------- | ------------------------------------------------------- | ------------------------------------------------------- |
| 09/12/2011 | Copper Mountain         | halfpipe    | Wing Tai Barrymore                                      | Torin Yater-Wallace                                     | Duncan Adams                                            |
| 10/12/2011 | Ruka                    | moguls      | Mikaël Kingsbury                                        | Sho Kashima                                             | Anthony Benna                                           |
| 17/12/2011 | Innichen                | ski cross   | Brady Leman                                             | Jegor Korotkov                                          | David Duncan                                            |
| 18/12/2011 | Innichen                | ski cross   | Andreas Matt                                            | Jegor Korotkov                                          | Alex Fiva                                               |
| 20/12/2011 | Méribel                 | dual moguls | Mikaël Kingsbury                                        | Anthony Benna                                           | Sho Kashima                                             |
| 07/01/2012 | St. Johann in Tirol     | ski cross   | Alex Fiva                                               | Brady Leman                                             | Daniel Bohnacker                                        |
| 11/01/2012 | Alpe d'Huez             | ski cross   | Filip Flisar                                            | Christopher Del Bosco                                   | Lars Lewén                                              |
| 14/01/2012 | Mont Gabriël            | dual moguls | Mikaël Kingsbury                                        | Jeremy Cota                                             | Sergej Volkov                                           |
| 15/01/2012 | Mont Gabriël            | aerials     | Pavel Krotov                                            | Olivier Rochon                                          | Naoya Tabara                                            |
| 15/01/2012 | Les Contamines-Montjoie | ski cross   | Alex Fiva                                               | Didrik Bastian Juell                                    | Nick Zoricic                                            |
| 19/01/2012 | Lake Placid             | moguls      | Mikaël Kingsbury                                        | Patrick Deneen                                          | Philippe Marquis                                        |
| 20/01/2012 | Lake Placid             | aerials     | Jia Zongyang                                            | Liu Zhongqing                                           | Anton Koesjnir                                          |
| 21/01/2012 | Lake Placid             | aerials     | Thomas Lambert                                          | Renato Ulrich                                           | Petr Medoelitsj                                         |
| 28/01/2012 | Calgary                 | moguls      | Mikaël Kingsbury                                        | Jeremy Cota                                             | Sho Kashima                                             |
| 29/01/2012 | Calgary                 | aerials     | Olivier Rochon                                          | Qi Guangpu                                              | Liu Zhongqing                                           |
| 03/02/2012 | The Blue Mountains      | ski cross   | Brady Leman                                             | Christopher Del Bosco                                   | Andreas Matt                                            |
| 02/02/2012 | Deer Valley             | moguls      | Mikaël Kingsbury                                        | Alexandre Bilodeau                                      | Vinjar Slåtten                                          |
| 03/02/2012 | Deer Valley             | aerials     | Jia Zongyang                                            | Dylan Ferguson                                          | Olivier Rochon                                          |
| 04/02/2012 | Deer Valley             | dual moguls | Sergej Volkov                                           | Mikaël Kingsbury                                        | Andrej Volkov                                           |
| 11/02/2012 | Beida Lake              | aerials     | Qi Guangpu                                              | Jia Zongyang                                            | Olivier Rochon                                          |
| 12/02/2012 | Beida Lake              | moguls      | Mikaël Kingsbury                                        | Dmitri Reiherd Philippe Marquis                         |                                                         |
| 17/02/2012 | Kreischberg             | aerials     | Scotty Bahrke                                           | Maksim Goestik                                          | Dylan Ferguson                                          |
| 18/02/2012 | Naeba                   | moguls      | Mikaël Kingsbury                                        | Jeremy Cota                                             | Cedric Rochon                                           |
| 19/02/2012 | Naeba                   | dual moguls | Patrick Deneen                                          | Mikaël Kingsbury                                        | Philippe Marquis                                        |
| 25/02/2012 | Minsk                   | aerials     | Stanislav Kravtsjoek                                    | Oleksandr Abramenko                                     | Thomas Lambert                                          |
| 25/02/2012 | Jyväskylä               | slopestyle  | Cyrill Hunziker                                         | Antti-Jussi Kemppainen                                  | Per Kristian Hunder                                     |
| 25/02/2012 | Bischofswiesen          | ski cross   | Tristan Tafel                                           | John Teller                                             | Christopher Del Bosco                                   |
| 26/02/2012 | Bischofswiesen          | ski cross   | Filip Flisar                                            | David Duncan                                            | Jean Frederic Chapuis                                   |
| 03/03/2012 | Branäs                  | ski cross   | Jouni Pellinen                                          | Filip Flisar                                            | Andreas Matt                                            |
| 04/03/2012 | Mammoth Mountain        | halfpipe    | David Wise                                              | Noah Bowman                                             | Benoit Valentin                                         |
| 04/03/2012 | Mammoth Mountain        | slopestyle  | Thomas Wallisch                                         | Alex Bellemare                                          | Joss Christensen                                        |
| 09/03/2012 | Åre                     | moguls      | Philippe Marquis                                        | Mikaël Kingsbury                                        | Sho Endo                                                |
| 10/03/2012 | Åre                     | dual moguls | Patrick Deneen                                          | Jeremy Cota                                             | Mikaël Kingsbury                                        |
| 10/03/2012 | Moskou                  | aerials     | Jia Zongyang                                            | Denis Osipau                                            | Olivier Rochon                                          |
| 10/03/2012 | Grindelwald             | ski cross   | Filip Flisar                                            | John Teller                                             | Didrik Bastian Juell                                    |
| 11/03/2012 | Grindelwald             | ski cross   | Afgelast vanwege het dodelijke ongeval van Nick Zoricic | Afgelast vanwege het dodelijke ongeval van Nick Zoricic | Afgelast vanwege het dodelijke ongeval van Nick Zoricic |
| 17/03/2012 | Voss                    | aerials     | Dmitri Dasjinski                                        | Zhou Hang                                               | Oleksandr Abramenko                                     |
| 18/03/2012 | Megève                  | moguls      | Patrick Deneen                                          | Mikaël Kingsbury                                        | Marc-Antoine Gagnon                                     |

### Eindstanden
| Algemeen | Algemeen              | Algemeen | Algemeen |
| #        | Naam                  | Land     | Punten   |
| -------- | --------------------- | -------- | -------- |
| 1        | Mikaël Kingsbury      | CAN      | 91       |
| 2        | Patrick Deneen        | USA      | 55       |
| 3        | Olivier Rochon        | CAN      | 54       |
| 4        | Jeremy Cota           | USA      | 52       |
| 5        | Filip Flisar          | SLO      | 48       |
| 6        | Jia Zongyang          | CHN      | 45       |
| 7        | Brady Leman           | CAN      | 44       |
| 8        | Alex Fiva             | SUI      | 43       |
| 9        | Philippe Marquis      | CAN      | 40       |
| 10       | Christopher Del Bosco | CAN      | 40       |

| Skicross | Skicross              | Skicross | Skicross |
| #        | Naam                  | Land     | Punten   |
| -------- | --------------------- | -------- | -------- |
| 1        | Filip Flisar          | SLO      | 482      |
| 2        | Brady Leman           | CAN      | 443      |
| 3        | Alex Fiva             | SUI      | 434      |
| 4        | Christopher Del Bosco | CAN      | 396      |
| 5        | Andreas Matt          | AUT      | 393      |
| 6        | David Duncan          | CAN      | 329      |
| 7        | Jean Frederic Chapuis | FRA      | 277      |
| 8        | Didrik Bastian Juell  | NOR      | 260      |
| 9        | Tomáš Kraus           | CZE      | 255      |
| 10       | Jegor Korotkov        | RUS      | 247      |

| Aerials | Aerials              | Aerials | Aerials |
| #       | Naam                 | Land    | Punten  |
| ------- | -------------------- | ------- | ------- |
| 1       | Olivier Rochon       | CAN     | 543     |
| 2       | Jia Zongyang         | CHN     | 452     |
| 3       | Thomas Lambert       | SUI     | 392     |
| 4       | Dylan Ferguson       | USA     | 371     |
| 5       | Liu Zhongqing        | CHN     | 331     |
| 6       | Dmitri Dasjinski     | BLR     | 315     |
| 7       | Oleksandr Abramenko  | UKR     | 297     |
| 8       | Stanislav Kravtsjoek | UKR     | 286     |
| 9       | Maksim Goestik       | BLR     | 270     |
| 10      | Qi Guangpu           | CHN     | 263     |

| Halfpipe | Halfpipe            | Halfpipe | Halfpipe |
| #        | Naam                | Land     | Punten   |
| -------- | ------------------- | -------- | -------- |
| 1        | David Wise          | USA      | 140      |
| 2        | Torin Yater-Wallace | USA      | 125      |
| 3        | Wing Tai Barrymore  | USA      | 100      |
| 4        | Noah Bowman         | CAN      | 80       |
| 5        | Tucker Perkins      | USA      | 71       |
| 6        | Dan Marion          | USA      | 68       |
| 7        | Xavier Bertoni      | FRA      | 66       |
| 8        | Duncan Adams        | USA      | 64       |
| 9        | Benoit Valentin     | FRA      | 60       |
| 10       | Thomas Krief        | USA      | 50       |

| Moguls | Moguls              | Moguls | Moguls |
| #      | Naam                | Land   | Punten |
| ------ | ------------------- | ------ | ------ |
| 1      | Mikaël Kingsbury    | CAN    | 1180   |
| 2      | Patrick Deneen      | USA    | 715    |
| 3      | Jeremy Cota         | USA    | 674    |
| 4      | Philippe Marquis    | CAN    | 515    |
| 5      | Marc-Antoine Gagnon | CAN    | 449    |
| 6      | Sergej Volkov       | RUS    | 409    |
| 7      | Bradley Wilson      | USA    | 346    |
| 8      | Sho Endo            | JPN    | 322    |
| 9      | Cedric Rochon       | CAN    | 305    |
| 10     | Eddie Hicks         | CAN    | 293    |

| Slopestyle | Slopestyle              | Slopestyle | Slopestyle |
| #          | Naam                    | Land       | Punten     |
| ---------- | ----------------------- | ---------- | ---------- |
| 1          | Cyrill Hunziker         | SUI        | 100        |
| 1          | Thomas Wallisch         | USA        | 100        |
| 3          | Antti-Jussi Kempalainen | FIN        | 81         |
| 4          | Alex Bellemare          | USA        | 80         |
| 5          | Colby West              | USA        | 63         |
| 6          | Joss Christensen        | USA        | 60         |
| 6          | Per Kristian Hunder     | NOR        | 60         |
| 8          | Torin Yater-Wallace     | USA        | 50         |
| 9          | Christopher Lake        | USA        | 45         |
| 9          | Antti Ollila            | FIN        | 45         |

## Vrouwen

### Wedstrijden
| Datum      | Plaats                  | Discipline  | Eerste                                                  | Tweede                                                  | Derde                                                   |
| ---------- | ----------------------- | ----------- | ------------------------------------------------------- | ------------------------------------------------------- | ------------------------------------------------------- |
| 09/12/2011 | Copper Mountain         | halfpipe    | Brita Sigourney                                         | Rosalind Groenewoud                                     | Virginie Faivre                                         |
| 10/12/2011 | Ruka                    | moguls      | Hannah Kearney                                          | Eliza Outtrim                                           | Nikola Sudová                                           |
| 17/12/2011 | Innichen                | ski cross   | Kelsey Serwa                                            | Sanna Lüdi                                              | Marielle Thompson                                       |
| 18/12/2011 | Innichen                | ski cross   | Kelsey Serwa                                            | Sanna Lüdi                                              | Katrin Müller                                           |
| 20/12/2011 | Méribel                 | dual moguls | Hannah Kearney                                          | Justine Dufour-Lapointe                                 | Heather McPhie                                          |
| 07/01/2012 | St. Johann in Tirol     | ski cross   | Ophélie David                                           | Anna Wörner                                             | Alizée Baron                                            |
| 11/01/2012 | Alpe d'Huez             | ski cross   | Sanna Lüdi                                              | Marielle Thompson                                       | Andrea Limbacher                                        |
| 14/01/2012 | Mont Gabriël            | dual moguls | Hannah Kearney                                          | Justine Dufour-Lapointe                                 | Jekaterina Stoljarova                                   |
| 15/01/2012 | Mont Gabriël            | aerials     | Olga Volkova                                            | Emily Cook                                              | Laura Peel                                              |
| 15/01/2012 | Les Contamines-Montjoie | ski cross   | Sanna Lüdi                                              | Alizée Baron                                            | Ophélie David                                           |
| 19/01/2012 | Lake Placid             | moguls      | Hannah Kearney                                          | Justine Dufour-Lapointe                                 | Nikola Sudová                                           |
| 20/01/2012 | Lake Placid             | aerials     | Xu Mengtao                                              | Cheng Shuang                                            | Kong Fanyu                                              |
| 21/01/2012 | Lake Placid             | aerials     | Xu Mengtao                                              | Cheng Shuang                                            | Kong Fanyu                                              |
| 28/01/2012 | Calgary                 | moguls      | Hannah Kearney                                          | Justine Dufour-Lapointe                                 | KC Oakley                                               |
| 29/01/2012 | Calgary                 | aerials     | Xu Mengtao                                              | Cheng Shuang                                            | Olga Volkova                                            |
| 03/02/2012 | The Blue Mountains      | ski cross   | Marielle Thompson                                       | Katrin Ofner                                            | Katrin Müller                                           |
| 02/02/2012 | Deer Valley             | moguls      | Hannah Kearney                                          | Heather McPhie                                          | Britteny Cox                                            |
| 03/02/2012 | Deer Valley             | aerials     | Xu Mengtao                                              | Cheng Shuang                                            | Kong Fanyu                                              |
| 04/02/2012 | Deer Valley             | dual moguls | Hannah Kearney                                          | Justine Dufour-Lapointe                                 | Heather McPhie                                          |
| 11/02/2012 | Beida Lake              | aerials     | Zhang Xin                                               | Xu Mengtao                                              | Cheng Shuang                                            |
| 12/02/2012 | Beida Lake              | moguls      | Hannah Kearney                                          | Justine Dufour-Lapointe                                 | Joelia Galysjeva                                        |
| 17/02/2012 | Kreischberg             | aerials     | Laura Peel                                              | Olga Volkova                                            | Yang Yu                                                 |
| 18/02/2012 | Naeba                   | moguls      | Hannah Kearney                                          | Audrey Robichaud                                        | Justine Dufour-Lapointe                                 |
| 19/02/2012 | Naeba                   | dual moguls | Audrey Robichaud                                        | Aiko Uemura                                             | Miki Ito                                                |
| 25/02/2012 | Minsk                   | aerials     | Yang Yu                                                 | Tanja Schärer                                           | Zhang Xin                                               |
| 25/02/2012 | Jyväskylä               | slopestyle  | Linn-Ida Murud                                          | Eveline Bhend                                           | Natália Šlepecká                                        |
| 25/02/2012 | Bischofswiesen          | ski cross   | Andrea Limbacher                                        | Ophélie David                                           | Alizée Baron                                            |
| 26/02/2012 | Bischofswiesen          | ski cross   | Katrin Müller                                           | Ophélie David                                           | Marielle Thompson                                       |
| 03/03/2012 | Branäs                  | ski cross   | Marielle Thompson                                       | Emelie Serain                                           | Ophélie David                                           |
| 04/03/2012 | Mammoth Mountain        | halfpipe    | Brita Sigourney                                         | Rosalind Groenewoud                                     | Maddie Bowman                                           |
| 04/03/2012 | Mammoth Mountain        | slopestyle  | Kaya Turski                                             | Devin Logan                                             | Emilia Wint                                             |
| 09/03/2012 | Åre                     | moguls      | Hannah Kearney                                          | Chloé Dufour-Lapointe                                   | Arisa Murata                                            |
| 10/03/2012 | Åre                     | dual moguls | Hannah Kearney                                          | Nikola Sudová                                           | Heather McPhie                                          |
| 10/03/2012 | Moskou                  | aerials     | Kong Fanyu                                              | Xu Mengtao                                              | Cheng Shuang                                            |
| 10/03/2012 | Grindelwald             | ski cross   | Marielle Thompson                                       | Maria Komissarova                                       | Marte Høie Gjefsen                                      |
| 11/03/2012 | Grindelwald             | ski cross   | Afgelast vanwege het dodelijke ongeval van Nick Zoricic | Afgelast vanwege het dodelijke ongeval van Nick Zoricic | Afgelast vanwege het dodelijke ongeval van Nick Zoricic |
| 17/03/2012 | Voss                    | aerials     | Xu Mengtao                                              | Cheng Shuang                                            | Zhang Xin                                               |
| 18/03/2012 | Megève                  | moguls      | Justine Dufour-Lapointe                                 | Miki Ito                                                | Chloé Dufour-Lapointe                                   |

### Eindstanden
| Algemeen | Algemeen                | Algemeen | Algemeen |
| #        | Naam                    | Land     | Punten   |
| -------- | ----------------------- | -------- | -------- |
| 1        | Hannah Kearney          | USA      | 92       |
| 2        | Xu Mengtao              | CHN      | 66       |
| 3        | Marielle Thompson       | CAN      | 59       |
| 4        | Justine Dufour-Lapointe | CAN      | 56       |
| 5        | Ophélie David           | FRA      | 53       |
| 6        | Cheng Shuang            | CHN      | 52       |
| 7        | Olga Volkova            | UKR      | 48       |
| 8        | Nikola Sudová           | CZE      | 43       |
| 9        | Katrin Müller           | SUI      | 42       |
| 10       | Laura Peel              | AUS      | 41       |

| Skicross | Skicross                 | Skicross | Skicross |
| #        | Naam                     | Land     | Punten   |
| -------- | ------------------------ | -------- | -------- |
| 1        | Marielle Thompson        | CAN      | 590      |
| 2        | Ophélie David            | FRA      | 530      |
| 3        | Katrin Müller            | SUI      | 423      |
| 4        | Sanna Lüdi               | SUI      | 389      |
| 5        | Andrea Limbacher         | AUT      | 388      |
| 6        | Alizée Baron             | FRA      | 349      |
| 7        | Katrin Ofner             | AUT      | 317      |
| 8        | Marielle Berger Sabbatel | FRA      | 281      |
| 9        | Kelsey Serwa             | CAN      | 276      |
| 10       | Anna Wörner              | GER      | 276      |

| Aerials | Aerials        | Aerials | Aerials |
| #       | Naam           | Land    | Punten  |
| ------- | -------------- | ------- | ------- |
| 1       | Xu Mengtao     | CHN     | 660     |
| 2       | Cheng Shuang   | CHN     | 520     |
| 3       | Olga Volkova   | UKR     | 480     |
| 4       | Laura Peel     | AUS     | 407     |
| 5       | Tanja Schärer  | SUI     | 394     |
| 6       | Kong Fanyu     | CHN     | 384     |
| 7       | Zhang Xin      | CHN     | 299     |
| 8       | Nadia Didenko  | UKR     | 287     |
| 9       | Hanna Hoeskova | BLR     | 268     |
| 10      | Olga Poljoek   | UKR     | 265     |

| Halfpipe | Halfpipe            | Halfpipe | Halfpipe |
| #        | Naam                | Land     | Punten   |
| -------- | ------------------- | -------- | -------- |
| 1        | Brita Sigourney     | USA      | 200      |
| 2        | Rosalind Groenewoud | CAN      | 160      |
| 3        | Maddie Bowman       | USA      | 110      |
| 4        | Devin Logan         | USA      | 79       |
| 5        | Anaïs Caradeux      | FRA      | 77       |
| 6        | Keltie Hansen       | CAN      | 65       |
| 7        | Virginie Faivre     | SUI      | 60       |
| 8        | Kimmy Sharp         | USA      | 60       |
| 9        | Manami Mitsuboshi   | JPN      | 50       |
| 10       | Katrien Aerts       | BEL      | 50       |

| Moguls | Moguls                  | Moguls | Moguls |
| #      | Naam                    | Land   | Punten |
| ------ | ----------------------- | ------ | ------ |
| 1      | Hannah Kearney          | USA    | 1195   |
| 2      | Justine Dufour-Lapointe | CAN    | 732    |
| 3      | Nikola Sudová           | CZE    | 565    |
| 4      | Heather McPhie          | USA    | 533    |
| 5      | Chloé Dufour-Lapointe   | CAN    | 522    |
| 6      | Audrey Robichaud        | CAN    | 471    |
| 7      | Miki Ito                | JPN    | 425    |
| 8      | Eliza Outtrim           | USA    | 425    |
| 9      | K C Oakley              | USA    | 377    |
| 10     | Jekaterina Stoljarova   | RUS    | 335    |

| Slopestyle | Slopestyle       | Slopestyle | Slopestyle |
| #          | Naam             | Land       | Punten     |
| ---------- | ---------------- | ---------- | ---------- |
| 1          | Linn-Ida Murud   | NOR        | 100        |
| 1          | Kaya Turski      | CAN        | 100        |
| 3          | Devin Logan      | USA        | 80         |
| 3          | Eveline Bhend    | SUI        | 80         |
| 5          | Chiho Takao      | JPN        | 76         |
| 6          | Natália Šlepecká | SVK        | 60         |
| 6          | Emilia Wint      | USA        | 60         |
| 8          | Anna Segal       | AUS        | 50         |
| 9          | Zuzana Stromková | SVK        | 50         |
| 10         | Camillia Berra   | SUI        | 45         |
| 10         | Yuki Tsubota     | JPN        | 45         |

## Organisatie
De organisatie (Austria Ski Veranstaltungsgesellschaft m.b.H.) van de wereldbeker freestyleskiën van 17.02.2012 t/m 18.02.2012 in Kreischberg ontving een subsidie van € 41.000 van de deelstaat Stiermarken.